# Jean-Paul Bourelly
Jean-Paul Bourelly, (Chicago, 1960. november 23. –) amerikai gitáros. Zenéje átlépi a fúziós jazz és a rock határait.

## Pályafutása
Bourelly a nagymamája révén megisemerte a jorubák zenéjét. Tízéves korában Drame lyrique-et énekelt.  
Zongorázni és dobolni tanult. Akusztikus gitáron is kezdett játszani, de miután meghallotta Jimi Hendrixet a rádióban, vásárolt egy elektromos gitárt a nagybátyja benzinkútján tmegakarított pénzből. Ugyanebben az évben egy késő esti rádióműsorban  hallva Charlie Parkert, annak a zenéje is lenyűgözte.
1979-ben New Yorkba költözött. Az 1980-as években Muhal Richard Abramsszel, Olu Darával, Roy Haynesszel, Elvin Jonesszal, Pharoah Sandersszel, McCoy Tynerrel, Steve Colemannel, Marc Ribottal, Elliott Sharppal, Archie Sheppel és David Tornnal dolgozott.
Albumokat készített Cassandra Wilsonnak. Egy kis szerepet kapott a Francis Ford Coppola „The Cotton Club” című filmjében. Az évtized végéhez közeledve játszott Miles Davis egyik utolsó albumán. 1987-ben kiadta első szólóalbumát „Jungle Cowboy” címmel.
1990-es években Európába költözött. Ekkor ötvözte haiti örökségét, az afrikai ritmusokat, a bluest és a rockot. Megalapította a „JPGotMangos” lemezkiadót. Több zenekart is vezetett (3kings, a Citizen X, Blues Bandits).

## Albumok
- Jungle Cowboy (1987)
- Trippin (1992)
- Saints & Sinners (1993)
- Blackadelic-Blu (1994)
- Tribute to Jimi (1995)
- Fade to Cacophony: Live! (1995)
- Rock the Cathartic Spirits (1996)
- Mag Five (1998)
- Vibe Music (1999)
- Boom Bop (2000)
- Trance Atlantic (2001)
- News from a Darked Out Room (2006)
- CutMotion (2009)
- Kiss The Sky (2017)